# Global RallyCrosss – New Hampshire Motor Speedway 2012
Discount Tire America's Tire – czwarta runda Global RallyCross sezonu 2012. Zawody rozegrano na trasie wykorzystującej prostą startową oraz aleję serwisową toru New Hampshire Motor Speedway. W jej skład wchodziła rampa do skoku, część szutrowa, cześć polewana wodą. Start znajdował się w alei serwisowej, a meta na prostej startowej.

## Lista startowa
| Konstruktor                            | Samochód                    | Zespół                                 | Nr. | Kierowca         |
| -------------------------------------- | --------------------------- | -------------------------------------- | --- | ---------------- |
| Olsbergs MSE                           | 2012 Ford Fiesta            | Best Buy Serve Olsbergs MSE            | 17  | David Binks      |
| Olsbergs MSE                           | 2012 Ford Fiesta            | Rockstar Etnies Olsbergs MSE           | 34  | Tanner Foust     |
| Olsbergs MSE                           | 2012 Ford Fiesta            | Rockstar Metal Mulisha Olsbergs MSE    | 38  | Brian Deegan     |
| Subaru Puma Rallycross Team USA        | 2012 Subaru Impreza WRX STI | Subaru Puma Rallycross Team USA        | 11  | Sverre Isachsen  |
| Subaru Puma Rallycross Team USA        | 2012 Subaru Impreza WRX STI | Subaru Puma Rallycross Team USA        | 40  | Dave Mirra       |
| Subaru Puma Rallycross Team USA        | 2012 Subaru Impreza WRX STI | Subaru Puma Rallycross Team USA        | 81  | Bucky Lasek      |
| Rhys Millen Racing                     | 2012 Hyundai Veloster       | Motorcity Disney XD Rhys Millen Racing | 12  | Stéphane Verdier |
| Scott-Eklund Racing                    | 2010 Saab 9-3               | Scott-Eklund Racing                    | 26  | Andy Scott       |
| Scott-Eklund Racing                    | 2010 Saab 9-3               | ENEOS Motor Oil Scott-Eklund Racing    | 77  | Samuel Hübinette |
| Monster Energy Citroën Rallycross Team | Citroën C4 WRC              | Monster Energy Citroën Rallycross Team | 33  | Liam Doran       |
| Team 41                                | Subaru Impreza WRX STI      | Team 41                                | 41  | Richard Burton   |
| Monster World Rally Team               | 2012 Ford Fiesta            | Monster World Rally Team Ford Racing   | 43  | Ken Block        |
| PMR Motorsports                        | 2007 Subaru Impreza WRX STI | PMR Motorsports                        | 59  | Patrick Moro     |
| Pastrana 199 Racing                    | 2013 Dodge Dart             | Pastrana 199 Racing                    | 199 | Travis Pastrana  |

## Wyścig

### Półfinał I - 4 okr.
| Nr | Kierowca        | Zespół                          | Samochód               |
| -- | --------------- | ------------------------------- | ---------------------- |
| 34 | Tanner Foust    | Olsbergs MSE                    | Ford Fiesta            |
| 12 | Stéphan Verdier | Rhys Millen Racing              | Hyundai Veloster       |
| 17 | David Binks     | Olsbergs MSE                    | Ford Fiesta            |
| 11 | Sverre Isachsen | Subaru Puma Rallycross Team USA | Subaru Impreza WRX STI |

Na starcie na prowadzenie wysunął się Foust, na drugiej pozycji znalazł się Binks. Isachsen uderzył w samochód Binksa i obrócił się kończąc jednocześnie swój udział w wyścigu. Verdier próbując go ominąć wpadł w barierę z opon przewracając ją. Na pierwszym okrążeniu Foust wjechał na rampę (mimo że mógł pojechać obok), przez co spadł na drugą pozycję. Na drugim okrążeniu Foust i Verdier pojechali dłuższą trasą. Na czwartym kółku z dłuższej trasy skorzystał Binks, który spadł na drugą pozycję.
| Pozycja | Kierowca        | Zespół                          | Samochód               |
| ------- | --------------- | ------------------------------- | ---------------------- |
| 1       | Tanner Foust    | Olsbergs MSE                    | Ford Fiesta            |
| 2       | David Binks     | Olsbergs MSE                    | Ford Fiesta            |
| 3       | Stéphan Verdier | Rhys Millen Racing              | Hyundai Veloster       |
| 4       | Sverre Isachsen | Subaru Puma Rallycross Team USA | Subaru Impreza WRX STI |

### Półfinał II - 4 okr.
| Nr | Kierowca     | Zespół                          | Samochód               |
| -- | ------------ | ------------------------------- | ---------------------- |
| 43 | Ken Block    | Monster World Rally Team        | Ford Fiesta            |
| 38 | Brian Deegan | Olsbergs MSE                    | Ford Fiesta            |
| 40 | Dave Mirra   | Subaru Puma Rallycross Team USA | Subaru Impreza WRX STI |
| 59 | Patrick Moro | PMR Motorsports                 | Subaru Impreza WRX STI |
| 26 | Andy Scott   | Scott-Eklund Racing             | Saab 9-3               |

Na starcie Deegan objął prowadzenie. Znajdujący się na drugiej pozycji Block uderzył w samochód Scotta na wysokości przedniego prawego koła, po czym wpadł w bariery z opon. Obaj zawodnicy zakończyli tym incydentem swój udział w wyścigu. Na drugiej pozycji znalazł się Dave Mirra. Patrick Morro skorzystał na początku z dłuższej trasy. Wyścig został przerwany.
Z powodu uszkodzeń swoich samochodów w restarcie udziału nie brali Block i Scott. Na starcie prowadzenie objął Deegan, a na drugą pozycję wyszedł Morro, który pojechał dłuższą trasą już na pierwszym okrążeniu. Dzięki temu na drugie miejsce awansował Mirra, po czym znalazł się tuż za Deeganem czekając na odpowiedni moment do ataku. Na trzecim okrążeniu pojechał dłuższą trasą. Pod koniec okrążenia w jego samochodzie uszkodzeniu uległa lewa tylna opona odbierając mu szansę na pierwsze miejsce. Na ostatnim kółku Deegan skorzystał z dłuższej trasy i utrzymał spokojnie prowadzenie, które dowiózł do mety.
| Pozycja | Kierowca     | Zespół                          | Samochód               |
| ------- | ------------ | ------------------------------- | ---------------------- |
| 1       | Brian Deegan | Olsbergs MSE                    | Ford Fiesta            |
| 2       | Dave Mirra   | Subaru Puma Rallycross Team USA | Subaru Impreza WRX STI |
| 3       | Patrick Moro | PMR Motorsports                 | Subaru Impreza WRX STI |
| 4       | Andy Scott   | Scott-Eklund Racing             | Saab 9-3               |
| 5       | Ken Block    | Monster World Rally Team        | Ford Fiesta            |

### Półfinał 3 - 4 okr.
| Nr  | Kierowca         | Zespół                                 | Samochód               |
| --- | ---------------- | -------------------------------------- | ---------------------- |
| 199 | Travis Pastrana  | Pastrana 199 Racing                    | Dodge Dart             |
| 77  | Samuel Hübinette | Scott-Eklund Racing                    | Saab 9-3               |
| 33  | Liam Doran       | Monster Energy Citroën Rallycross Team | Citroën C4 WRC         |
| 41  | Richard Burton   | Team 41                                | Subaru Impreza WRX STI |
| 81  | Bucky Lasek      | Subaru Puma Rallycross Team USA        | Subaru Impreza WRX STI |

Na starcie Hübinette popełnił falstart i wyszedł na prowadzenie, na drugiej pozycji znalazł się Pastrana, na trzeciej Lasek. Na pierwszym okrążeniu z dłuższej trasy skorzystali Lasek i Doran spadając na dwie ostatnie pozycje. Wyścig został przerwany.
W restarcie udziału nie brał Richard Burton. Hübinette został ukarany cofnięciem do ostatniego rzędu na starcie. Pastrana najlepiej wystartował do wyścigu, tuż za nim znaleźli się Hübinette i Lasek. Doran miał problem na starcie i nie wziął udziału w rywalizacji. Lasek skorzystał z dłuższej trasy na pierwszym okrążeniu. Na początku kolejnego kółka Hübinette wyprzedził Pastranę na dohamowaniu do nawrotu, lecz wszedł za szeroko w zakręt i Pastrana skontrował na wyjściu. Szwed utrzymywał się cały czas blisko Amerykanina i czekał na okazję do ataku. Na ostatnim okrążeniu obaj pojechali dłuższą trasą. Pastrana wygrał wyścig, a Hübinette był drugi.
| Pozycja | Kierowca         | Zespół                                 | Samochód               |
| ------- | ---------------- | -------------------------------------- | ---------------------- |
| 1       | Travis Pastrana  | Pastrana 199 Racing                    | Dodge Dart             |
| 2       | Samuel Hübinette | Scott-Eklund Racing                    | Saab 9-3               |
| 3       | Bucky Lasek      | Subaru Puma Rallycross Team USA        | Subaru Impreza WRX STI |
| 4       | Liam Doran       | Monster Energy Citroën Rallycross Team | Citroën C4 WRC         |
| 5       | Richard Burton   | Team 41                                | Subaru Impreza WRX STI |

### Wyścig ostatniej szansy - 4 okr.
| Nr | Kierowca        | Zespół                                 | Samochód               |
| -- | --------------- | -------------------------------------- | ---------------------- |
| 12 | Stéphan Verdier | Rhys Millen Racing                     | Hyundai Veloster       |
| 59 | Patrick Moro    | PMR Motorsports                        | Subaru Impreza WRX STI |
| 81 | Bucky Lasek     | Subaru Puma Rallycross Team USA        | Subaru Impreza WRX STI |
| 43 | Ken Block       | Monster World Rally Team               | Ford Fiesta            |
| 33 | Liam Doran      | Monster Energy Citroën Rallycross Team | Citroën C4 WRC         |
| 11 | Sverre Isachsen | Subaru Puma Rallycross Team USA        | Subaru Impreza WRX STI |
| 26 | Andy Scott      | Scott-Eklund Racing                    | Saab 9-3               |
| 41 | Richard Burton  | Team 41                                | Subaru Impreza WRX STI |

Burton nie wziął udziału w wyścigu. Na starcie prowadzenie objął Verdier, na drugą pozycję awansował Block, a na trzecią Doran. Doran, Isachsen, Moro i Scott skorzystali z dłuższej trasy już na starcie. Isachsen w nawrocie obrócił się blokując Patricka Morro. Scott wyprzedził ich obu i awansował na piątą pozycję. Na początku następnego okrążenia Lasek popełnił błąd w nawrocie, dzięki czemu Doran awansował na trzecie miejsce, a Scott na czwarte. Później Lasek odzyskał trzecie miejsce, ale ponownie popełnił błąd w nawrocie, przez co wyprzedził go Doran. Isachsen wycofał się z rywalizacji z powodu problemów z samochodem. Na trzecim okrążeniu dłuższą trasą pojechał Verdier wyjeżdżając na drugiej pozycji. Na ostatnim kółku z alternatywnej trasy skorzystał Block, który wyjechał na trzecim miejscu, oraz Lasek, który pozostał na piątej pozycji. Verdier dowiózł zwycięstwo do mety, a tuż za nim linię mety przekroczył Doran.
| Pozycja | Kierowca        | Zespół                                 | Samochód               |
| ------- | --------------- | -------------------------------------- | ---------------------- |
| 1       | Stéphan Verdier | Rhys Millen Racing                     | Hyundai Veloster       |
| 2       | Liam Doran      | Monster Energy Citroën Rallycross Team | Citroën C4 WRC         |
| 3       | Ken Block       | Monster World Rally Team               | Ford Fiesta            |
| 4       | Andy Scott      | Scott-Eklund Racing                    | Saab 9-3               |
| 5       | Bucky Lasek     | Subaru Puma Rallycross Team USA        | Subaru Impreza WRX STI |
| 6       | Patrick Moro    | PMR Motorsports                        | Subaru Impreza WRX STI |
| 7       | Sverre Isachsen | Subaru Puma Rallycross Team USA        | Subaru Impreza WRX STI |
| 8       | Richard Burton  | Team 41                                | Subaru Impreza WRX STI |

### Finał - 6 okr.
| Nr  | Kierowca         | Zespół                                 | Samochód               |
| --- | ---------------- | -------------------------------------- | ---------------------- |
| 34  | Tanner Foust     | Olsbergs MSE                           | Ford Fiesta            |
| 199 | Travis Pastrana  | Pastrana 199 Racing                    | Dodge Dart             |
| 38  | Brian Deegan     | Olsbergs MSE                           | Ford Fiesta            |
| 77  | Samuel Hübinette | Scott-Eklund Racing                    | Saab 9-3               |
| 17  | David Binks      | Olsbergs MSE                           | Ford Fiesta            |
| 40  | Dave Mirra       | Subaru Puma Rallycross Team USA        | Subaru Impreza WRX STI |
| 12  | Stéphan Verdier  | Rhys Millen Racing                     | Hyundai Veloster       |
| 43  | Ken Block        | Monster World Rally Team               | Ford Fiesta            |
| 33  | Liam Doran       | Monster Energy Citroën Rallycross Team | Citroën C4 WRC         |
| 26  | Andy Scott       | Scott-Eklund Racing                    | Saab 9-3               |

Na starcie Mirra popełnił falstart. Prowadzenie w wyścigu objął Tanner Foust, za nim znaleźli się Travis Pastrana i Brian Deegan. Na pierwszym okrążeniu z dłuższej trasy skorzystali Hübinette, Doran, Verdier, Block i Scott zajmując kolejne miejsca od czwartego w dół. Na trzecim okrążeniu Foust miał problem w nawrocie i spadł na trzecie miejsce. Prowadzenie objął Pastrana. Na kolejnym okrążeniu Foust wyprzedził Binksa, a sytuację wykorzystał także Hübinette awansując na trzecie miejsce. Na piątym okrążeniu alternatywną trasą pojechał Foust spadając na czwarte miejsce. Na ostatnim kółku z dłuższej trasy skorzystał Pastrana, który utrzymał pierwsze miejsce i wygrał wyścig. Drugi był Hübinette, a trzeci Deegan.
| Pozycja | Kierowca         | Zespół                                 | Samochód               |
| ------- | ---------------- | -------------------------------------- | ---------------------- |
| 1       | Travis Pastrana  | Pastrana 199 Racing                    | Dodge Dart             |
| 2       | Samuel Hübinette | Scott-Eklund Racing                    | Saab 9-3               |
| 3       | Brian Deegan     | Olsbergs MSE                           | Ford Fiesta            |
| 4       | Tanner Foust     | Olsbergs MSE                           | Ford Fiesta            |
| 5       | Ken Block        | Monster World Rally Team               | Ford Fiesta            |
| 6       | Andy Scott       | Scott-Eklund Racing                    | Saab 9-3               |
| 7       | Liam Doran       | Monster Energy Citroën Rallycross Team | Citroën C4 WRC         |
| 8       | David Binks      | Olsbergs MSE                           | Ford Fiesta            |
| 9       | Stéphan Verdier  | Rhys Millen Racing                     | Hyundai Veloster       |
| 10      | Dave Mirra       | Subaru Puma Rallycross Team USA        | Subaru Impreza WRX STI |